# Slatina Svedruška
Slatina Svedruška is een plaats in de gemeente Petrovsko in de Kroatische provincie Krapina-Zagorje. De plaats telt 418 inwoners (2001).